# عبد الله العنزي (لاعب كرة قدم مواليد 2003)
عبد الله صفوق العنزي، هو لاعب كرة قدم سعودي يلعب كلاعب وسط لنادي الفتح .

## روابط خارجية
- عبد الله العنزي على موقع قاعدة بيانات كرة القدم.إي يو (الإنجليزية)
- عبد الله العنزي على موقع Soccerway.com (الإنجليزية)